# 梅光鼎
梅光鼎，山东滋阳人，清朝政治人物、同进士出身。
順治十二年（1655年）乙未科进士，授福建福清县知县。